# Varzea (geslacht)
Varzea is een geslacht van hagedissen uit de familie skinken (Scincidae).

## Naam en indeling
De wetenschappelijke naam van de groep werd voor het eerst voorgesteld door Stephen Blair Hedges en Caitlin E. Conn in 2012. De soorten behoorden lange tijd tot het geslacht Mabuya, waardoor de verouderde wetenschappelijke namen in de literatuur worden gebruikt. Er zijn twee soorten, Varzea altamazonica is pas in 2006 voor het eerst wetenschappelijk beschreven.

## Verspreidingsgebied
De skinken komen voor in delen van Zuid-Amerika en leven in de landen Bolivia, Brazilië, Frans-Guyana, Jamaica, mogelijk in Colombia, Ecuador en Trinidad

## Beschermingsstatus
Door de internationale natuurbeschermingsorganisatie IUCN is aan één soort een beschermingsstatus toegewezen. Varzea bistriata wordt als 'veilig' beschouwd.(Least Concern of LC).

## Soortentabel
Het geslacht omvat de volgende soorten, met de auteur en het verspreidingsgebied.
| Naam                | Auteur                                               | Verspreidingsgebied                                                        |
| ------------------- | ---------------------------------------------------- | -------------------------------------------------------------------------- |
| Varzea altamazonica | Miralles, Barrio-Amoros, Rivas & Chaparro-Auza, 2006 | Bolivia, Peru, mogelijk in Brazilië en Ecuador                             |
| Varzea bistriata    | Spix, 1825                                           | Bolivia, Brazilië, Frans-Guyana, Jamaica, mogelijk in Colombia en Trinidad |